# The Mamas & the Papas
The Mamas & the Papas (llamados The Mama's and the Papa's en su álbum debut) (Español: Las Mamas y Los Papas) fue un grupo vocal líder en la década de 1960, integrado por John Phillips, Denny Doherty, Michelle Phillips, Cass Elliot y, por un breve tiempo, también Jill Gibson. Fue uno de los grupos estandartes del folk rock neoyorquinos y uno de los pocos grupos estadounidenses que mantuvieron su éxito durante la Invasión británica junto a The Beach Boys y The Byrds. El grupo hizo grabaciones y actuó desde 1965 a 1968; produciendo cinco álbumes y tuvieron diez canciones en las carteleras musicales; aunque estuvieron un corto tiempo en la cima de la música, mantienen todavía fieles seguidores.

## Antecedentes y formación
The Mamas & the Papas fue formado por el matrimonio de John Phillips (anteriormente de the New Journeymen) y Michelle Phillips, y Denny Doherty (anteriormente de the Mugwumps). Los tres pertenecían a grupos de folk activos en 1964 y 1965. El último miembro en unirse fue Cass Elliot, la compañera de banda de Doherty en Mugwumps, quien tuvo que superar las preocupaciones que John Phillips tenía sobre ella, que incluyeron el que su voz fuera demasiado baja para sus arreglos, que su obesidad fuera un obstáculo para el éxito de la banda, y que el temperamento de ambos era incompatible (Elliot luchó contra la obesidad toda su vida y se sintió profundamente insegura acerca de su apariencia física). El grupo consideró llamarse Magic Cyrcle, antes de cambiar a Mamas & the Papas, inspirados por los Hells Angels, cuyas asociadas femeninas se llamaban «mamas».
El cuarteto pasó desde principios de la primavera hasta mediados del verano de 1965, en las Islas Vírgenes, con la finalidad de «ensayar y montar todo», de acuerdo a declaraciones que más tarde hizo John Phillips. Este último reconoció que era reacio a abandonar la música folklórica. Otros, incluidos Doherty y el guitarrista Eric Hord, han dicho que se aferró a dicho género «hasta la muerte». De acuerdo a la opinión de Roger McGuinn, «era difícil para John salir de la música folk porque creo que era muy bueno en eso, conservador y exitoso también». Phillips también reconoció que fueron Doherty y Elliot quienes lo despertaron al potencial del pop contemporáneo, personificado por The Beatles. Anteriormente, the New Journeymen habían tocado folk acústico con banjo, y los Mugwumps tocaban algo más cercano al folk rock, con bajo y batería. Los ensayos en las Islas Vírgenes fueron «la primera vez que intentamos tocar eléctricamente».
Tiempo después, la banda viajó de Nueva York a Los Ángeles para una audición con Lou Adler, copropietario de Dunhill Records. La audición fue organizada por Barry McGuire, quien se había hecho amigo de Cass Elliot y John Phillips de forma independiente durante los dos años anteriores, y que además había firmado recientemente con Dunhill. La audición los condujo a «un acuerdo por el que grabarían dos álbumes al año durante los próximos cinco años», con una regalía del 5% sobre el 90% de las ventas minoristas. Dunhill Records también vinculó a la agrupación con acuerdos de gestión y publicación, comúnmente conocidos como relación de «triple sombrero». La membresía de Cass Elliot no se formalizó hasta que se firmó la documentación, junto a Adler, Michelle Phillips, y Doherty anulando a John Phillips.

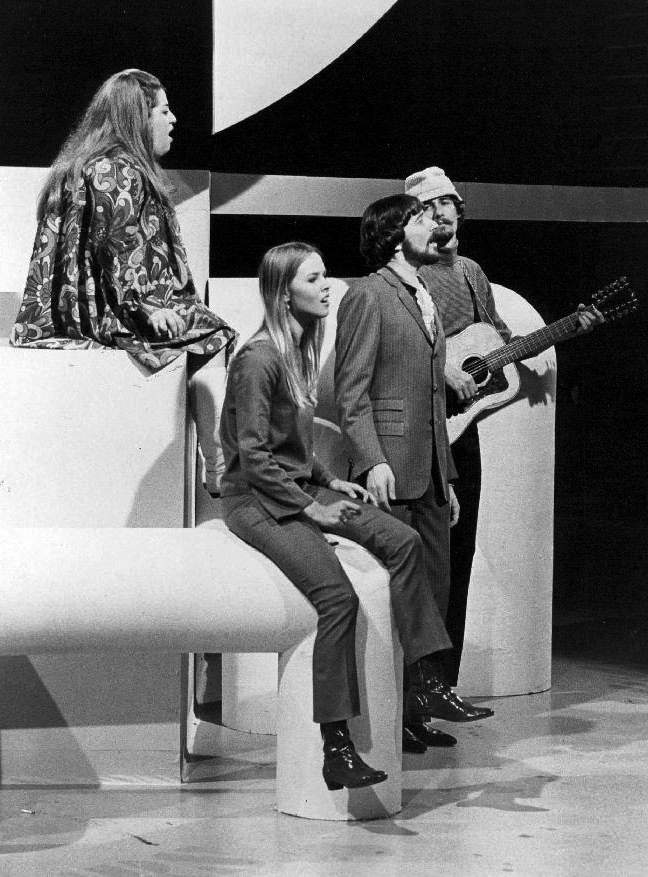
The Mamas & the Papas en 1967

## Historia
La infidelidad provocó la ruptura del grupo. Denny Doherty llegó a convertirse en amante de Michelle Phillips, que estaba casada con John Philips, pero mantuvieron el secreto hasta que, durante un viaje a México, Denny reveló a Cass Elliot que estaba secretamente enamorado de Michelle. Cass, al enterarse, se puso furiosa porque a su vez estaba enamorada en secreto de él. Tiempo después John halló en la cama a Michelle y Denny y se marchó de casa.[cita requerida]
Más adelante, Michelle y John se reconciliaron y compraron juntos una casa en Bel Air mientras la banda trataba de salir adelante. Las cosas fueron bien por un tiempo. El grupo grabó su tercer álbum, Deliver, que se convirtió en un gran éxito y durante ese tiempo Denny comenzó a beber para olvidar a Michelle.[cita requerida]
El grupo se disolvió en 1968. En una entrevista tras su separación, en la revista Rolling Stone, Cass admitió que ella había declarado a sus compañeros que quería ser solista y que eso había propiciado la ruptura del grupo. Mientras tanto, según versiones más polémicas, el abuso de ciertas sustancias, los celos, el alcoholismo y los problemas de ansiedad de Cass Elliot fueron los desencadenantes de la posterior separación del grupo.

## Tras la ruptura
Elliot empezó una exitosa carrera como solista y viajó por los Estados Unidos y Europa. Por sus contratos, la compañía de discos decidió que la banda hiciera un álbum más. Después de estar un año separados, la banda se reagrupó y lanzó su último álbum en 1971, titulado People Like Us.[cita requerida]
Cass Elliot murió de un ataque al corazón el 29 de julio de 1974, mientras estaba de gira. 
En 1998, el grupo ingresó en el Salón de la Fama del Rock and Roll. En 2000, fueron incluidos en el Salón de la Fama de los Grupos Vocales. John Phillips murió de un infarto el 18 de marzo de 2001. El 19 de enero de 2007 falleció Denny Doherty por problemas renales.

## Discografía

### Álbumes de estudio
| Año  | Álbum                                 | Etiqueta & número (U.S.)                 | U.S. Billboard | U.S. Cashbox | UK |
| ---- | ------------------------------------- | ---------------------------------------- | -------------- | ------------ | -- |
| 1966 | If You Can Believe Your Eyes and Ears | Dunhill D 50006 (Mono)/DS 50006 (Stereo) | 1              | 2            | —  |
| 1966 | The Mamas & the Papas                 | Dunhill D 50010/DS 50010                 | 4              | 5            | 3  |
| 1967 | The Mamas & the Papas Deliver         | Dunhill D 50014/DS 50014                 | 2              | 1            | 4  |
| 1968 | The Papas & The Mamas                 | Dunhill DS 50031                         | 15             | 10           | —  |
| 1971 | People Like Us                        | Dunhill DSX 50106                        | 84             | 45           | —  |

### Recopilaciones de grandes éxitos
| Año  | Álbum                            | Etiqueta & número (U.S.) | U.S. Billboard | U.S. Cashbox | UK |
| ---- | -------------------------------- | ------------------------ | -------------- | ------------ | -- |
| 1967 | Farewell To The First Golden Era | Dunhill D 50025/DS 50025 | 5              | 5            | —  |
| 1968 | Golden Era, Vol. 2               | Dunhill DS 50038         | 53             | 41           | —  |
| 1969 | Hits Of Gold                     | Stateside 5007           | —              | —            | 7  |
| 1969 | 16 Greatest Hits                 | Dunhill DS 50064         | 61             | 72           | —  |
| 1972 | Monday, Monday                   | Pickwick SPC-3380        | ¿?             | ¿?           | ¿? |
| 1973 | 20 Golden Hits                   | Dunhill DSX 50145        | 186            | 161          | —  |
| 1997 | Greatest Hits                    | MCA Records 11740        | ¿?             | ¿?           | 30 |

Adicionalmente, muchas ediciones de "Grandes Éxitos" han sido publicadas en todo el mundo.

### Sencillos
| Año  | Title                                                                                             | Etiqueta & número (U.S.) | Posiciones en listas | Posiciones en listas | Posiciones en listas    | Álbum (Ambos lados son del mismo álbum, excepto donde se indica) |
| Año  | Title                                                                                             | Etiqueta & número (U.S.) | Billboard Hot 100    | Cashbox              | UK                      | Álbum (Ambos lados son del mismo álbum, excepto donde se indica) |
| ---- | ------------------------------------------------------------------------------------------------- | ------------------------ | -------------------- | -------------------- | ----------------------- | ---------------------------------------------------------------- |
| 1965 | "Go Where You Wanna Go" B-side: "Somebody Groovy"                                                 | Dunhill 4018             | —                    | —                    | —                       | If You Can Believe Your Eyes and Ears                            |
| 1965 | "California Dreamin'" B-side: "Somebody Groovy"                                                   | Dunhill 4020             | 4                    | 4                    | 23; 9 (1997 re-release) | If You Can Believe Your Eyes and Ears                            |
| 1966 | "Monday, Monday" B-side: "Got A Feeling"                                                          | Dunhill 4026             | 1                    | 1                    | 3                       | If You Can Believe Your Eyes and Ears                            |
| 1966 | "I Saw Her Again" B-side: "Even If I Could"                                                       | Dunhill 4031             | 5                    | 6                    | 11                      | The Mamas and the Papas                                          |
| 1966 | "Words of Love" /                                                                                 | Dunhill 4057             | 5                    | 6                    | —                       | The Mamas and the Papas                                          |
| 1966 | "Dancing in the Street"                                                                           | Dunhill 4057             | 73                   | 75                   | —                       | The Mamas and the Papas                                          |
| 1966 | "Look Through My Window" B-side: "Once Was A Time I Thought" (from The Mamas and the Papas álbum) | Dunhill 4050             | 24                   | 14                   | —                       | The Mamas & the Papas Deliver                                    |
| 1967 | "Dedicated to the One I Love" B-side: "Free Advice"                                               | Dunhill 4077             | 2                    | 2                    | 2                       | The Mamas & the Papas Deliver                                    |
| 1967 | "Creeque Alley" B-side: "Did You Ever Want To Cry"                                                | Dunhill 4083             | 5                    | 5                    | 9                       | The Mamas & the Papas Deliver                                    |
| 1967 | "Glad to Be Unhappy" B-side: "Hey Girl" (Billboard Bubbled Under charts #134)                     | Dunhill 4107             | 26                   | 23                   | —                       | sencillo sin álbum                                               |
| 1967 | "Dancing Bear" B-side: "John's Music Box" (from the The Mamas & the Papas Deliver álbum)          | Dunhill 4113             | 51                   | 36                   | —                       | The Mamas and the Papas                                          |
| 1967 | "Twelve Thirty" B-side: "Straight Shooter" (Billboard Bubbled Under charts #130)                  | Dunhill 4099             | 20                   | 15                   | —                       | The Papas & The Mamas                                            |
| 1968 | "Safe In My Garden" B-side: "Too Late"                                                            | Dunhill 4125             | 43                   |                      | —                       | The Papas & The Mamas                                            |
| 1968 | "Dream a Little Dream of Me" B-side: "Midnight Voyage"                                            | Dunhill 4145             | 12                   | 10                   | 11                      | The Papas & The Mamas                                            |
| 1968 | "For The Love Of Ivy" B-side: "Strange Young Girls" (from The Mamas and the Papas álbum)          | Dunhill 4150             | 81                   | 59                   | —                       | The Papas & The Mamas                                            |
| 1968 | "Do You Wanna Dance" B-side: "My Girl" (from the Deliver álbum)                                   | Dunhill 4171             | 76                   | 43                   | —                       | If You Can Believe Your Eyes and Ears                            |
| 1972 | "Step Out" B-side: "Shooting Star"                                                                | Dunhill 4301             | 81                   | —                    | —                       | People Like Us                                                   |

- 1 "Dancing in the Street" fue lanzada junto con "Words of Love" en el Reino Unido como un disco de doble lado A.
- 2 "California Dreamin" fue relanzado en el Reino Unido en 1997.

## Premios y nominaciones
| Año  | Certamen       | Nominación                                                                             | Resultado |
| ---- | -------------- | -------------------------------------------------------------------------------------- | --------- |
| 1967 | Premios Grammy | Grabación del año ("Monday, Monday")                                                   | Nominado  |
| 1967 | Premios Grammy | Mejor actuación de un grupo vocal ("Monday, Monday")                                   | Nominado  |
| 1967 | Premios Grammy | Mejor actuación de un grupo R&B contemporáneo, vocal o instrumental ("Monday, Monday") | GANADOR   |
| 1967 | Premios Grammy | Mejor canción contemporánea ("Monday, Monday")                                         | Nominado  |
| 2001 |                | Salón de la Fama de los Grammy ("California Dreamin'")                                 | GANADOR   |